# Oksby
Oksby is een plaats in de Deense regio Zuid-Denemarken, gemeente Varde. De plaats telt 310 inwoners (2021). Oksby kent veel zomerhuisjes, en is vastgegroeid aan de naastgelegen badplaats Blåvand.
Oksby lag tot 2016 in de gelijknamige parochie. Sinds die tijd behoort de plaats bij de parochie Blåvandshuk.
Rond 1450 kreeg Oksby een parochiekerk. Deze kerk, die een eind buiten het dorp stond, was tot de afbraak in 1891 de laatste Deense kerk met een dak van stro. Het kerkhof is wel bewaard gebleven. De huidige kerk van Oksby dateert uit 1891, en staat in het dorp.
Ten noordoosten van het dorp ligt Oksby Plantage. Dit bosgebied is rond 1888 aangelegd.